# Карабинівська волость
Карабинівська волость — адміністративно-територіальна одиниця Новомосковського повіту Катеринославської губернії.
Станом на 1886 рік — складалася з 2 поселень, 2 сільських громад. Населення — 1671 особа (858 чоловічої статі та 813 — жіночої), 532 дворових господарства.
|                     | Площа, десятин | У тому числі орної, десятин |
| ------------------- | -------------- | --------------------------- |
| Сільських громад    | 1204           | 929                         |
| Приватної власності | 8090           | 1698                        |
| Іншої власності     | 33             | 33                          |
| Загалом             | 9327           | 2660                        |

Поселення волості:
- Карабинівка — село при ставку Лиман та балці Берестовій в 25 верстах від повітового міста, 1070 осіб, 173 двори, православна церква, столярня.
- Лиманське (Барсетки) — село при балці Берестовій, 571 особа, 91 двір, лавка.